# Cressiculture
La cressiculture est la culture du cresson de fontaine. Elle peut se pratiquer dans une cressonnière.

## Production en France
Selon l’Agreste, la surface cultivée en France était de 208 hectares en 2019, pour 4300 tonnes récoltées. Sur ces 208 hectares, 100 sont établis en France métropolitaine, qui participent à plus de 90 % des volumes. 
Le cresson se récolte plusieurs fois par an.
La production est répartie sur une vingtaine de départements. C’est dans le département de l'Essonne qu’on trouve le plus grand nombre de cressiculteurs.